# George Dublin
George Dublin (ur. 11 lutego 1977) – piłkarz z Antigui i Barbudy, grający na pozycji obrońcy, reprezentant Antigui i Barbudy.

## Kariera piłkarska
W 1997 rozpoczął karierę piłkarską w SAP. W 2002 wyjechał do Trynidadu i Tobago, gdzie bronił barw Joe Public. Potem występował w klubach Hoppers i Tobago United. W marcu 2011 podpisał kontrakt z Antigua Barracuda.

## Kariera reprezentacyjna
Od 2000 występuje w reprezentacji Antigui i Barbudy.

## Sukcesy i odznaczenia
Na stan 2011 roku ma za sobą 38 występów w reprezentacji Antigui i Barbudy, najwięcej spośród wszystkich reprezentantów kraju.